# Repertoár zahájení
Šachový repertoár zahájení představuje soubor šachových zahájení, která hráč používá ve své herní praxi. 
Množství informací o jednotlivých zahájeních a jejich podvariantách jsou příliš obsáhlé; nejrůznější knihy pojednávající o nějakém šachovém systému mají někdy i mnoho set stran, je tedy jen velmi obtížné, a i neúčelné, znát skutečně detailně všechny zahajovací systémy, jež šachová hra obsahuje. Hráč si tedy obvykle zvolí určitý okruh zahájení, která pak ve své herní praxi používá, a ta následně představují jeho repertoár – oblíbené zbraně, jimiž bojuje se soupeři. Z hlediska budování tohoto repertoáru existují dva odlišné přístupy, mezi nimiž jednotliví šachisté oscilují. 
1) Prvním typem je úzká specializace na malý okruh zahájení, která pak šachista důsledně používá. Výhodou tohoto modelu je, že hráč získá větší šanci v průběhu let v těchto systémech dosáhnout velmi detailních znalostí a zkušeností, jakých by těžko nabyl v případě, že by jednotlivá zahájení ve svém repertoáru měnil. Nevýhodou úzké specializace je značná „průhlednost hráče“ – jeho soupeři předem vědí, co bude hrát, a mohou se tak na partii s ním dobře připravit. Významnými představiteli tohoto stylu jsou například velmistři Uhlmann či Gligorič či bývalý mistr světa Garri Kasparov.
2) Druhým typem je používání velkého množství různých zahájení, která hráč střídá podle nálady nebo konkrétního soupeře. Výhodou tohoto modelu je, že pro protihráče je velmi těžké se na partii připravit – protihráči neví, jakému způsobu hry bude čelit. Nevýhodu představuje skutečnost, že hráč jen těžko ve svých zahájeních dosáhne tak hlubokých znalostí, jako specialista, který stále hraje totéž. Představiteli tohoto typu jsou například velmistr Rustam Kasimdžanov nebo Alexej Širov.
V současné trenérské praxi se začínajícím šachistům většinou doporučuje model úzké specializace s tím, že později, v průběhu let, si repertoár rozšíří, a dosáhnou jakési „střední cesty“ mezi oběma styly.